# Грубе, Стефан
Стефан Грубе (нем. Stephan Grube; лат. Stephanus Gruben) — был назначен рижским архиепископом в 1480 году в период острого кризиса власти этого феодала в Ливонии; занимал эту должность до 1483 года, когда началось жестокое противостояние, закончившееся тем, что новым главой рижского архиепископства в 1484 году стал Михаэль Хильдебранд.

## Предыстория назначения
12 марта 1480 года Стефан получил пост рижского архиепископа в период беспрецедентного ослабления влияния. Недавно скончался архиепископ Сильвестр Стодевешер, который вёл продолжительную войну за обладание Ригой с магистрами Йоганном фон Менгденом и Бернхардом фон дер Боргом. От него отвернулись почти все вассалы, когда Сильвестр попросил помощи у шведской монархии и начал привлекать к военным действиям зарубежных вольнонаёмников, взамен обещая деньги из общей архиепархиальной казны. После освобождения Стодевешера из тюремного заключения в Кокенгаузене под влиянием папы Сикста IV тот не доехал до Риги и умер там же. Некоторые историографы даже не включают Стефана Грубена в список архиепископов Риги, поэтому в некоторых источниках указывается, что с 1480 по 1484 года престол архиепископа считается вакантным.

## Поддержка рижан, поражение ордена, начало войны
Бернхард Борг, которому рижане отказались подчиняться ввиду отлучения от церкви, которое было наложено на него папой, торжественно вступил в подчинённую ему Ригу и взял в плен нескольких членов рижского магистрата за прежнее сотрудничество с Сильвестром. На должность архиепископа был назначен ревельский иерарх Симон Борг, кузен магистра. Но вскоре Сикст IV, возмущённый возрастанием орденского влияния, позволил рижанам не подчиняться присяге на верность, данной магистру, не признал назначение Симона и призвал всех  поддержать кандидатуру Стефана Грубена, который стал 14-м рижским архиепископом. Его поддержали все рижские бюргеры и принесли ему коллективную присягу на верность. Правда, на тот момент Стефана ещё не было в Риге, поэтому престол и считается вакантным. 27 марта 1482 года Бернхард Борг вынужден был отступить и заключил с рижскими властями перемирие сроком на два года. Только 29 июля 1483 года Стефан прибывает в Ригу и вступает в должность де-факто, приняв от рижан очную присягу. Магистр Борг был разгневан по поводу проявления симпатий рижан к архиепископу и объявил начало военных действий. Орденское войско вторглось в архиепархиальные владения, предало огню имения архиепископа и разорило несколько крупных замков. Рижане в ответ захватили орденские владения и причинили им урон, также разграбив замковые имения Борга. Магистр с верными ему частями осадили Кокенгаузен, но не смогли его взять, а в это время рижане успешно провели осаду Дюнамюнде и взяли эту значимую орденскую твердыню штурмом. Борг остановился в Вендене и оттуда осуществлял тактическое руководство войсками ордена в борьбе против рижан и архиепископа Стефана. Рижане набрались смелости и осадили даже Венден, но взять его не получилось. В отместку они подвергли опустошению окрестности Вендена и вернулись в Ригу с богатой добычей и рядом пленников.

## Отречение Борга; смерть Стефана
Вскоре после неудач Борга орденские сановники прибыли из Риги в Венден и принудили магистра отречься от должности, что и было им сделано. К тому же папа предал проклятию Бернхарда Борга и сам настоял на смене руководителей Браства Христова. Новым предводителем ордена был избран Иоганн Лоринкгофен, который продолжил более активные военные действия против рижского бюргерского ополчения и архиепископа. Стефан Грубен, однако, неожиданно скончался 20 декабря 1483 года в Риге вскоре после осады рижанами замка Вейссенштейн (Пайде) в земле эстов. Военные действия продолжились. Между рижанами и орденом разгорелась дипломатическая борьба за вакантную должность архиепископа.